# Maid-sama!
Maid-sama! - La doppia vita di Misaki (会長はメイド様！?, Kaichō wa meido-sama!, lett. "La presidentessa è una cameriera!") è un manga shōjo scritto e disegnato da Hiro Fujiwara, serializzato sulla rivista LaLa di Hakusensha dal 24 dicembre 2005 al 24 settembre 2013. Un adattamento anime di ventisei episodi più uno speciale, prodotto da J.C.Staff e diretto da Hiroaki Sakurai, è stato trasmesso in Giappone tra aprile e settembre 2010. In Italia, i diritti del manga sono stati acquistati dalla Panini Comics, che ha pubblicato i volumi sotto l'etichetta Planet Manga dal 27 marzo 2011 al 27 settembre 2014 mentre quelli dell'anime da Yamato Video che la pubblica su Prime Video in versione sottotitolata a partire dal 19 marzo 2025.

## Trama
La scuola superiore Seika è stata sempre riservata ai maschi e solo da poco tempo vi sono ammesse anche le ragazze, le quali però sono intimidite dal gran numero di persone del sesso opposto. Per questo motivo Misaki Ayuzawa, in quanto prima donna diventata Presidentessa del Consiglio Studentesco, desidera fortemente dimostrare le proprie capacità e la sua superiorità sui maschi, che in fondo disprezza. Grazie a questo obiettivo è diventata un modello di serietà, educazione e di intransigenza all'indisciplina dei suoi compagni, che non esita a punire duramente qualora si comportino in maniera non consona al loro ruolo di studenti.
Tuttavia la famiglia di Ayuzawa, non certo agiata, ha serie difficoltà economiche e Misaki nel tempo libero è costretta a lavorare in un maid café come cameriera. Vista la particolarità del locale, la ragazza sul lavoro deve quindi comportarsi in maniera diametralmente opposta alla scuola, col continuo timore di essere prima o poi scoperta da qualche studente di passaggio. E la cosa puntualmente accade, quando Takumi Usui, uno degli studenti più popolari della scuola, la incontra per caso nei pressi del locale.

## Personaggi
Misaki Ayuzawa (鮎沢 美咲?, Ayuzawa Misaki)
Doppiata da: Ayumi Fujimura
È la protagonista della serie: da quando suo padre ha abbandonato lei, sua sorella e sua madre, comincia a provare odio verso i ragazzi. Per difendere le ragazze dell'istituto Seika dai ragazzi è diventata presidente del consiglio studentesco; da quando ne è membro i ragazzi che infrangono le regole subiscono pesanti punizioni. Segretamente lavora in un maid café; se si sapesse la sua reputazione di presidente andrebbe in frantumi, perciò fa di tutto per tenerlo segreto, anche se alcuni riescono a scoprire la sua doppia identità. È energica, leale e determinata, con una grande forza di volontà. Avendo un carattere molto aggressivo, viene spesso soprannominata "presidentessa demoniaca", anche se in realtà ha anche un lato tenero e dolce. Inizialmente non prova alcun interesse per Usui, ma ha paura che egli riveli il suo segreto; alla fine però s'innamorerà di quest'ultimo.
Takumi Usui (碓氷 拓海?, Usui Takumi)
Doppiato da: Nobuhiko Okamoto
È il ragazzo più popolare dell'istituto Seika e ha un grande successo con le ragazze. È il primo a venire a conoscenza del segreto di Misaki; da quando ne è a conoscenza frequenta sempre il maid café, e inizia a nutrire dell'interesse per lei. Della sua vita privata non si sa quasi nulla tranne che vive da solo, conosce il tedesco e l'inglese e sa suonare il violino; ha un fratello maggiore ed è di nobile famiglia. È solito fare battute parecchio spinte in presenza di Misaki, la quale non esita ad urlargli contro di essere un pervertito. Innamorato di Misaki, nell'ultima puntata la bacia, rivelandole il suo amore per lei.
Shoichiro Yukimura (幸村 祥一郎?, Yukimura Shōichirō)
Doppiato da: Hiro Shimono
Vicepresidente del comitato studentesco. È un ragazzo educato, intelligente e gentile, ed emana un'aura puramente femminile. Viene preso di mira da Usui, che approfitta del suo carattere per prenderlo in giro e molestarlo. È diventato amico di Kano e non perde occasione per girargli intorno.
Sotaro Kano (叶 爽太郎?, Kanō Sōtarō)
Doppiato da: Kōsuke Toriumi
Studente del liceo Seika, è un ragazzo molto riservato, esperto di ipnotismo, che ha difficoltà a relazionarsi con le ragazze a causa di un trauma infantile legato alla madre. Ha stretto amicizia con Yukimura, anche se all'inizio era solo perché stando al suo fianco pensava di far sparire quel suo timore verso le ragazze.
Satsuki Hyoudou (兵藤 さつき?, Hyōdō Satsuki)
Doppiata da: Aki Toyosaki
È la proprietaria del maid café, a cui tiene molto. Ha 30 anni, anche se sembra una ragazzina, e per questo non esita a dire che lei rimarrà per sempre una ventenne; spesso ha la testa fra le nuvole ed ha comportamenti infantili, è vivace e gioiosa. Ama fantasticare sulla relazione di Misaki e Usui credendoli già fidanzati.
Aoi Hyoudou (兵藤 葵?, Hyōdō Aoi)
Doppiato da: Yuki Kaida
È il nipote di Satsuki. Frequenta le medie, e ama vestirsi da idol-lolita. Il suo personaggio idol è molto famoso in internet e spesso a causa del suo modo di vestire il padre lo caccia di casa spedendolo da altri parenti; perciò si ritrova spesso al maid café. Abilissimo a cucire, crea egli stesso degli abiti da indossare. Nel manga comincerà a nutrire dei sentimenti verso Misaki, ovviamente non ricambiati. La aiuterà quindi ad avvicinarsi ad Usui.
Hinata Shintani (深谷 陽向?, Shintani Hinata)
Doppiato da: Atsushi Abe
È un amico d'infanzia di Misaki, e ne è innamorato follemente; considera Usui come un suo rivale. È anche un gran golosone, mangia sempre e non dice mai no se gli viene offerto del cibo. Da piccolo era molto in carne, ma dopo essere rimasto per anni dai nonni ed essersi nutrito solo di verdure è diventato un ragazzo snello. Cerca sempre di colpire Misaki ed ottenere la sua attenzione, ma spesso viene colpito lui da Usui.
Sakura Hanazono (花園 さくら?, Hanazono Sakura)
Doppiata da: Kana Hanazawa
La migliore amica di Misaki. È una ragazza allegra e un po' sciocca che vuole molto bene a Misaki e adora la musica. Nel corso della serie si fidanza con Kūga, il cantante e leader del suo gruppo preferito, gli UxMishi, anche se lui all'inizio si comportava in maniera arrogante e non la prendeva proprio in considerazione.
Shizuko Kaga (加賀 しず子?, Kaga Shizuko)
Doppiata da: Yū Kobayashi
La migliore amica di Sakura e Misaki. Seria e intelligente, è molto severa ma a modo suo dimostra anche lei affetto per le sue amiche; quando perde la pazienza inizia a fare ramanzine infinite.
Naoya Shirakawa (白川 直也?, Shirakawa Naoya)
Doppiato da: Hiroyuki Yoshino
Uno studente del liceo Seika che all'inizio della storia odia Misaki. Lui e i suoi amici scoprono ben presto che la presidentessa lavora in un maid café, ma dopo che la ragazza viene difesa da Usui diventano i suoi più grandi fan, nonché clienti assidui del Maid Latte noti come "i tre idioti". Il suo soprannome è "Shiroyan" e alle medie era a capo di un gruppo di delinquenti.
Ikuto Sarashina (更科 郁斗?, Sarashina Ikuto)
Doppiato da: Tetsuya Kakihara
Il secondo membro de "i tre idioti". È un otaku non dichiarato, che è piuttosto bravo a disegnare manga e a cui piace scrivere. I suoi amici lo chiamano "Ikkun".
Ryuunosuke Kurosaki (黒崎 龍之介?, Kurosaki Ryūnosuke)
Doppiato da: Yūichi Nakamura
Il terzo membro de "i tre idioti". Soprannominato "Kurotatsu", è un pervertito a cui piacciono le "cose erotiche". Alle medie era un delinquente insieme a Shiroyan.
Suzuna Ayuzawa (鮎沢 紗奈?, Ayuzawa Suzuna)
Doppiata da: Kaori Ishihara
È la sorella minore di Misaki. È una studentessa delle medie che aiuta la sua famiglia partecipando continuamente a concorsi per vincere cibo o altri oggetti utili alla casa che altrimenti non potrebbero permettersi.
Honoka (ほのか?), Erika (エリカ?), Subaru (すばる?)
Doppiate da: Kana Asumi, Mariya Ise, Kana Ueda
Sono maid che lavorano con Misaki al Maid Latte. Erika ha 19 anni e fa la studentessa; Honoka ne ha 20 ed è una lavoratrice part-time che ha una doppia personalità: solitamente affettuosa e carina, si trasforma spesso nella sua versione "Black" (che sarebbe il suo alter ego cattivo e dalla lingua tagliente) diventando gelosa o invidiosa; Subaru ne ha 22 e anche lei non ha un lavoro a tempo pieno.
Tora Igarashi (五十嵐 虎?, Igarashi Tora)
Doppiato da: Ken'ichi Suzumura
Il presidente del consiglio studentesco del liceo Miyabigaoka. È il ricco erede della compagnia di suo padre. Anch'egli sembra nutrire degli interessi per Misaki e in un episodio riesce ad attirarla a sé, ma la ragazza viene salvata da Usui.
Kūga Sakurai (桜井 空我?, Sakurai Kūga)
Doppiato da: Kenji Nojima
È il cantante di una band molto popolare. Sakura si innamora di lui, ma inizialmente Kūga sembra preferire le attenzioni di Misaki. Tuttavia, in seguito ad un incidente che lo vede ricoverato in ospedale, riconsidera i sentimenti di Sakura, la quale lo va a trovare tutti i giorni. In un primo momento infimo e maleducato, si dimostra poi essere una persona dolce e sensibile.

## Media

### Manga

Copertina del volume dell'edizione italiana di Maid-sama! Marriage, raffigurante Usui e Misaki

Il manga è stato scritto e disegnato da Hiro Fujiwara. La serie è stata serializzata sulla rivista LaLa di Hakusensha dal 24 dicembre 2005 al 24 settembre 2013. I capitoli sono stati raccolti in 18 volumi tankōbon pubblicati dal 5 settembre 2006 al 5 febbraio 2014. Il 3 agosto 2018 è uscito un ulteriore volume dal titolo Maid-sama! Marriage.
In Italia il manga è stato annunciato durante il Lucca Comics & Games 2010 da Panini Comics che lo ha pubblicato sotto l'etichetta Planet Manga nella collana Manga Kiss dal 24 marzo 2011 al 27 settembre 2014. La traduzione dei testi è stata curata da Laura Giordano e Alessia Trombetta, mentre l'adattamento è stato realizzato da Tatiana Bonora. Lo stesso editore ha in seguito annunciato il volume unico di Maid-sama! Marriage al Napoli Comicon 2019 e lo ha reso disponibile il 26 settembre 2019.
La serie è stata concessa in licenza anche in America del Nord da Tokyopop, e Viz Media, in Francia da Pika Édition, in Germania da Carlsen Verlag, in Brasile da Panini Comics, in Taiwan da Everglory Publishing, in Indonesia da M&C Comics e in Russia da Rosman.

#### Volumi
| Maid-sama! (18 volumi)         |                  |                        |                   |
| 1                              | 5 settembre 2006 | ISBN 4-592-18431-9     | 27 marzo 2011     |
| 2                              | 5 febbraio 2007  | ISBN 978-4-592-18432-4 | 28 maggio 2011    |
| 3                              | 4 agosto 2007    | ISBN 978-4-592-18433-1 | 24 luglio 2011    |
| 4                              | 5 dicembre 2007  | ISBN 978-4-592-18434-8 | 24 settembre 2011 |
| 5                              | 2 maggio 2008    | ISBN 978-4-592-18435-5 | 19 novembre 2011  |
| 6                              | 5 settembre 2008 | ISBN 978-4-592-18686-1 | 21 gennaio 2012   |
| 7                              | 3 aprile 2009    | ISBN 978-4-592-18687-8 | 17 marzo 2012     |
| 8                              | 4 settembre 2009 | ISBN 978-4-592-18688-5 | 26 maggio 2012    |
| 9                              | 5 aprile 2010    | ISBN 978-4-592-18689-2 | 28 luglio 2012    |
| 10                             | 4 giugno 2010    | ISBN 978-4-592-19180-3 | 29 settembre 2012 |
| 11                             | 5 agosto 2010    | ISBN 978-4-592-19181-0 | 30 novembre 2012  |
| 12                             | 4 febbraio 2011  | ISBN 978-4-592-19182-7 | 31 gennaio 2013   |
| 13                             | 5 agosto 2011    | ISBN 978-4-592-19183-4 | 30 marzo 2013     |
| 14                             | 3 febbraio 2012  | ISBN 978-4-592-19184-1 | 31 maggio 2013    |
| 15                             | 5 luglio 2012    | ISBN 978-4-592-19185-8 | 27 luglio 2013    |
| 16                             | 5 febbraio 2013  | ISBN 978-4-592-19185-8 | 28 settembre 2013 |
| 17                             | 5 agosto 2013    | ISBN 978-4-592-19187-2 | 8 marzo 2014      |
| 18                             | 5 febbraio 2014  | ISBN 978-4-592-19188-9 | 27 settembre 2014 |
| Maid-sama! Marriage (1 volume) |                  |                        |                   |
| 1                              | 3 agosto 2018    | ISBN 978-4-592-21110-5 | 26 settembre 2019 |

### Anime

Usui che incontra per la prima volta Misaki vestita da cameriera

Il numero di ottobre 2009 di LaLa ha annunciato che sarebbe stato prodotto un anime televisivo di ventisette episodi basato sulla serie. È stato infatti trasmesso sulla TBS e sulla BS-TBS durante la primavera del 2010. Il numero di aprile 2010 di LaLa ha rivelato che la trasmissione era prevista per il 1º aprile 2010 all'1:55 di notte. L'adattamento inoltre è stato presentato alla Tokyo International Anime Fair con la partecipazione di Ayumi Fujimura, Nobuhiko Okamoto, Kana Hanazawa e Yū Kobayashi. L'anime è stato concesso in licenza dalla Sentai Filmworks e l'Anime Network ha reso disponibile la serie in streaming nel suo portale video. La Section23 Films ha pubblicato il primo set, sottotitolato in inglese, su DVD il 7 giugno 2011. In Italia la serie è stata annunciata nel 2025 da Yamato Video che la pubblica in versione sottotitolata su Prime Video sul canale Anime Generation a partire dal 19 marzo 2025.

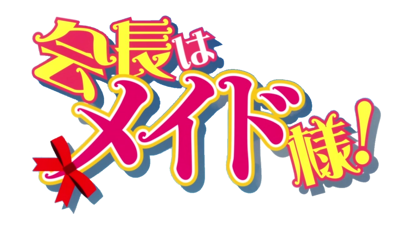
Logo originale della serie

La serie, prodotta da J.C.Staff, è stata diretta da Hiroaki Sakurai con il character design sviluppato da Yuki Imoto, le musiche composte da Tōru Motoyama e la sceneggiatura scritta sotto la supervisione di Mamiko Ikeda. La sigla d'apertura è My Secret di Saaya Mizuno, mentre quelle di chiusura sono Yokan (予感?) per gli episodi 1-15 e ∞ loop (∞ループ?, ∞ rūpu) per gli episodi 16-27, entrambe a cura della band Heidi.

#### Episodi
| Nº       | Titolo italiano Giapponese 「Kanji」 - Rōmaji | In onda           | In onda |
| Nº       | Titolo italiano Giapponese 「Kanji」 - Rōmaji | Giapponese        |         |
| 1        | Misa è una maid! 「美咲ちゃんはメイド様！」 - Misa-chan wa meido-sama!                                                                                        | 1º aprile 2010    |         |
| 2        | Maid anche al festival scolastico 「学園祭でもメイド様」 - Gakuensai demo meido-sama                                                                          | 8 aprile 2010     |         |
| 3        | Che colore è Misaki? Colore naturale? 「美咲は何色？天然色？」 - Misaki wa nani iro? Tennen shoku?                                                            | 15 aprile 2010    |         |
| 4        | Aoi, l'idol della rete 「ネットアイドルＡＯＩちゃん」 - Netto Aidoru Aoi-chan                                                                                 | 22 aprile 2010    |         |
| 5        | Badando al locale per la prima volta 「初めてのお留守番」 - Hajimete no orusuban                                                                              | 29 aprile 2010    |         |
| 6        | Maschi - Scuola Ayuzawa! 「男・鮎沢塾！」 - Otoko • Ayuzawa juku!                                                                                             | 6 maggio 2010     |         |
| 7        | Arriva il consiglio del Miyabigaoka 「雅ヶ丘学園生徒会長登場」 - Miyabigaoka gakuen seitokaichō tōjō                                                          | 13 maggio 2010    |         |
| 8        | Misaki va al Miyabigaoka 「美咲、雅ヶ丘学園へ」 - Misaki, Miyabigaoka gakuen e                                                                                | 20 maggio 2010    |         |
| 9        | Anche Momotaro è una maid 「桃太郎までもメイド様」 - Momotarō made mo meido-sama                                                                              | 27 maggio 2010    |         |
| 10       | Sakura ama gli indie 「さくらの恋はインディーズ」 - Sakura no koi wa Indīzu                                                                                   | 3 giugno 2010     |         |
| 11       | Scorci sui segreti di Takumi Usui! 「碓氷拓海の秘密に迫る！」 - Usui Takumi no himitsu ni semaru!                                                             | 10 giugno 2010    |         |
| 12       | Maid anche al festival sportivo 「体育祭でもメイド様」 - Taiikusai demo meido-sama                                                                            | 17 giugno 2010    |         |
| 13       | Cretini, teppisti, eroi e... 「バカと不良とヒーローと」 - Baka to furyō to hīrō to                                                                            | 24 giugno 2010    |         |
| 14       | 1° anno Sezione 7 - Sotaro Kano 「１年７組 叶爽太郎」 - Ichinen nanakumi Kanō Sōtarō                                                                          | 1º luglio 2010    |         |
| 15       | Il coniglio occhialuto alla scuola aperta 「学校見学会で眼鏡うさぎ」 - Gakkō kengaku-kai de megane usagi                                                      | 8 luglio 2010     |         |
| 16       | Chiosco al mare del Maid Latte 「海の家でもメイドラテ」 - Umi no ie de mo Meido Rate                                                                          | 15 luglio 2010    |         |
| 17       | Usui diventa l'avversario 「碓氷、敵に回る」 - Usui, teki ni mawaru                                                                                           | 22 luglio 2010    |         |
| 18       | Maid ma anche footman 「メイド様でもフットマン」 - Meido-sama de mo futtoman                                                                                  | 29 luglio 2010    |         |
| 19       | Footman cambiando coppia 「ペア組み直しでフットマン」 - Pea kuminaoshi de futtoman                                                                            | 5 agosto 2010     |         |
| 20       | Il vice è un principe?! 「副会長は王子様！？」 - Fukukaichō wa ōji-sama!?Aoi e l'allegra compagnia 「ＡＯＩとユカイな仲間たち」 - Aoi to yukai na nakamatachi | 12 agosto 2010    |         |
| 21       | Il rivale di Usui?! Hinata Shintani 「碓氷のライバル？深谷陽向」 - Usui no raibaru? Shintani Hinata                                                           | 19 agosto 2010    |         |
| 22       | Acchiapparelo al camposcuola 「林間学校オニごっこ」 - Rinkan gakkō onigokko                                                                                   | 26 agosto 2010    |         |
| 23       | Abbuffata di dolci al Maid Latte 「スイーツ大盛りメイドラテ」 - Suītsu ōmori Meido Rate                                                                       | 2 settembre 2010  |         |
| 24       | 「ラテ・マジックでメロメロリン♥」 - Rate Majikku de Meromerorin ♥ – "Latte Magic Mellow Mellowing ♥"                                                          | 9 settembre 2010  |         |
| 25       | 「陽向と美咲と碓氷くん」 - Hinata to Misaki to Usui-kun – "Hinata, Misaki e Usui"                                                                             | 16 settembre 2010 |         |
| 26       | 「ずるすぎるよ鮎沢、碓氷のアホ！」 - Zurusugiru yo Ayuzawa, Usui no aho! – "Sei davvero astuta Ayuzawa, Usui idiota!"                                         | 23 settembre 2010 |         |
| 27 (OAV) | 「おまけだよ （新作特別エピソード）」 - Omake da yo (shinsaku tokubetsu episōdo) – "È un omake (nuovo episodio speciale)"                                     | 11 maggio 2011    |         |

### Drama-CD
In Giappone è stato pubblicato un drama-CD di Maid-sama!.

## Accoglienza
Connie C. ha descritto il manga come "piuttosto divertente, anche se superficiale", ritenendo che fosse sessista nei confronti di entrambi i sessi, ma abbastanza spensierato a tal punto da non risultare offensivo, affermando che avrebbe continuato a leggere la serie come un "piacere colpevole". Johanna Draper Carlson ritiene che la storia sia "una fantasia maschile, in cui la ragazza spaventosa, forte, intelligente e padrona di sé si rivela segretamente sottomessa agli uomini. È piuttosto divertente da leggere, finché non pensi a quali sono i suoi veri messaggi". Robert Harris nota l'inizio stereotipato, ma ritiene che i personaggi rendano il manga piacevole. Leroy Douresseaux ha trovato il personaggio di Takumi poco convincente, descrivendolo come un "espediente narrativo economico" per salvare Misaki quando necessario. Carlo Santos ha ritenuto che la premessa fosse "otaku-tastica", ma ha apprezzato l'assenza di fanservice e di riprese di mutandine nelle scene del maid café, ritenendo che ciò contrassegnava la serie come shōjo. Ha anche apprezzato l'alchimia tra i protagonisti e l'umorismo, ma ha trovato la trama stereotipata e critica lo schema e i personaggi eccessivamente loquaci. Connie C. ha trovato il secondo volume come un promemoria che gli espedienti narrativi sono tali poiché "funzionano meravigliosamente se usati correttamente", ritenendo che il senso dell'umorismo e le interazioni dei personaggi sollevassero le storie stereotipate della giornata sportiva scolastica e dei nuovi ricchi compagni di classe.
Nel marzo 2018 si è tenuto un sondaggio sul sito Goo Ranking riguardante i personaggi maid più amati dai giapponesi e Misaki Ayuzawa è arrivata al quinto posto con 119 voti. Liz Adler di CBR.com ha classificato Misaki Ayuzawa come la terza protagonista più amata degli shōjo. In un articolo di Forbes del 2019 riguardante i migliori anime degli anni 2010, Lauren Orsini lo ha considerato uno dei migliori anime del 2010, descrivendolo come "Una commedia intelligente con una riuscita brillante mantiene questa serie forte anche dieci anni dopo".